# Піта золотава
Піта золотава (Hydrornis schwaneri) — вид горобцеподібних птахів родини пітових (Pittidae).

## Назва
Вид названо на честь німецького натураліста Карла Шванера (1817-1851).

## Поширення
Вид є ендеміком острова Борнео в Індонезії. Його природними місцями проживання є субтропічні та тропічні вологі рівнинні ліси, субтропічні та тропічні вологі гірські ліси.